# Peripsychoda adusta
Peripsychoda adusta és una espècie d'insecte dípter pertanyent a la família dels psicòdids.

## Descripció
- Mascle: ales de 2,22 mm de longitud i 1,12 d'amplada, amb les membranes clapades de marró (més fosc a la cel·la costal), amb el marge costal lleugerament ampliat, una taca clara a prop de la base de R1, àrea costal ampliada a la base, vena costal formant un angle, vena cubital unida a M4 per petites venes; fèmur més llarg que la tíbia; edeagus finalitzant en una mena de capsa, una mica inflat a l'àpex; ulls separats per, si fa no fa, 1,5 facetes de diàmetre; sutura interocular arquejada; occipuci estès en una projecció cònica prominent que s'aplana a l'àpex; front amb una àrea triangular pilosa i una franja que no arriba a la sutura; el palp núm. 2 una mica més llarg que el 3; patagi cilíndric amb la base cònica i l'àpex aplanat; antenes d'1,20 mm de llargada.
- La femella no ha estat encara descrita.[3]

## Distribució geogràfica
Es troba a Nova Guinea.